# Discovery (Pink Floyd)
Discovery – specjalne wydanie zawierające czternaście klasycznych albumów Pink Floyd, które rozpoczęło kampanię reedycyjną "Why Pink Floyd...?". Wszystkie albumy zostały zremasterowane przez Jamesa Guthriego. Oprócz płyt w albumie znajduje się również 60-stronicowa broszura z dziełami sztuki zaprojektowana przez Storma Thorgersona.

## Spis treści
Albumy zawarte na "Discovery":
- "The Piper at the Gates of Dawn"
- A Saucerful of Secrets
- More
- Ummagumma
- Atom Heart Mother
- Meddle
- Obscured by Clouds
- Dark Side of the Moon
- Wish You Were Here
- Animals
- The Wall (podwójny album)
- The Final Cut
- A Momentary Lapse of Reason
- The Division Bell